# Goldbach (Tollense)
Der Goldbach ist ein Nebenfluss der Tollense in Mecklenburg-Vorpommern. Er entspringt südöstlich von Gützkow und westlich von Tützpatz im Landkreis Mecklenburgische Seenplatte und fließt zunächst in nordöstliche Richtung, dabei auf etwa 1,7 Kilometer verrohrt und in weiteren Teilen begradigt. In Tützpatz durchquert er dabei den Teich im Gutspark und den Dorfteich. Nordöstlich des Ortes passiert der Goldbach zunächst die offene „Neue Torfkuhle“ und kurz darauf die Niedermoorsenke der verlandeten, als Biotop geschützten „Alten Torfkuhle“. Südöstlich von Gültz mündet der Voßbach in den Goldbach. Am Buchberg ändert er seinen Lauf, wird an der Goldmühle aufgestaut und fließt ab da mäandrierend durch ein in der Eiszeit geformtes, teilweise tief zerklüftetes Tal nach Südosten. Dieser Bereich ist seit 1962 als Landschaftsschutzgebiet eingestuft. Nordwestlich von Mühlenhagen nimmt der Goldbach den Marienbach auf, bevor er bei Friedenthal die Tollenseniederung erreicht und nach einer Gesamtlänge von circa 14 Kilometer östlich von Mühlenhagen in die Tollense mündet.
Der Goldbach wurde erstmals 1245 in einer Urkunde als Goldbaken erwähnt. Im 13. oder 14. Jahrhundert wurde nördlich von Rosemarsow eine Wassermühle gebaut, die als Goldmühle, Goldbachmühle oder Goldbacher Mühle bezeichnet wird. In Friedenthal bei Mühlenhagen befindet sich eine ehemalige Wassermühle, die zwei oberschlächtige Rädern besaß.